# Saison 1954-1955 de la Juventus FC
Maillots
Chronologie
Saison précédente Saison suivante
La saison 1954-1955 de la Juventus Football Club est la cinquante-deuxième de l'histoire du club, créé cinquante-huit ans plus tôt en 1897.
Le club turinois prend part au cours de cette saison à la 53e édition du championnat d'Italie (23e de Serie A).

## Historique
Vice-championne d'Italie pour la seconde année d'affilée depuis la saison précédente, la Juventus Football Club entend bien cette année décrocher à nouveau le scudetto.
Gianni Agnelli, président du club en place depuis 1947, doit quitter la direction de la société (ne pouvant plus assumer à la fois la présidence du club et ses autres activités professionnelles), laissant pour cette saison l'intérim à trois présidents qui dirigent le club conjointement, à savoir Enrico Craveri, Nino Cravetto, ainsi que Marcello Giustiniani, nommés le 18 septembre.
Le capitaine bianconero depuis 5 ans, Carlo Parola, quitte le club, et le brassard revient donc à l'attaquant désormais emblématique Giampiero Boniperti.
L'effectif de l'équipe voit arriver de nouvelles recrues, comme le retour au club de Bruno Garzena en défense et d'Umberto Colombo au milieu, qui lui, se voit également renforcé par l'arrivée de Giorgio Turchi, tandis que débarquent en attaque le danois Helge Bronée, ainsi qu'Ettore Mannucci et Gino Raffin.
C'est à la fin de l'été que le club, toujours entraîné par Aldo Olivieri (secondé par Virginio Rosetta à partir du 3 février 1955), reprend la compétition avec la Serie A 1954-1955.
Le dimanche 19 septembre 1954, les bianconeri jouent leur premier à l'extérieur et s'imposent d'entrée 2-1 contre Pro Patria avec des buts de Muccinelli et Oppezzo. Deux semaines plus tard, les turinois réalisent leur premier match nul, deux buts partout contre Novare (buts juventini de Bronée et Manente), avant de subir la semaine d'après leur première défaite (2 à 1 contre Triestina malgré un but piémontais de Præst sur penalty).
Le 1er novembre, le directeur technique britannique du club, George Raynor, quitte ses fonctions.
La Juve réalise ensuite une série inquiétante de 4 matchs nuls consécutifs, avant de remporter, le 9 novembre, le derby della Mole avec un 3 buts à rien contre le Torino (doublé de Boniperti et but d'Oppezzo), première rencontrer d'une série de 4 victoires de suite. Deux semaines plus tard, pour le premier match de l'année 1955 disputé le 2 janvier, la Vieille Dame s'incline à domicile sur le score de 4-3 (malgré les buts de Manente sur penalty, Montico et Boniperti). Un mois plus tard, lors de la 18e journée, l'équipe de Turin bat 4 à 2 le Pro Patria pour le premier des matchs retour (réalisations de Raffin, Muccinelli, Colombo et Bronée). À la suite de ce succès, la Juventus FC enchaîne les résultats en dents de scie, alternant entre victoires, nuls et défaites (nouvelle série de cinq nuls consécutifs entre la 23e et la 27e journée). Le 24 avril, Madama remporte une victoire 3 buts à 2 au Stadio Comunale contre l'Inter (grâce aux buts de Præst, Montico et de Manente sur penalty), avant d'enchaîner une victoire et une défaite un match sur deux, et ce jusqu'à l'avant-dernière journée (elle subit une sévère défaite 3-1 lors de la 31e journée contre le Milan, amputée de la présence d'Alfredo Travia, absent car arrêté par la police la veille dans son bar de Turin pour outrage à agent, puis traduit en justice et incarcéré aux Nuove de la ville). Le 19 juin lors de la dernière partie de la saison comptant pour la 34e journée, la Juve et la Sampdoria n'arriveront pas à se départager, se séparant sur le score de 2-2 (réalisations bianconere de Ferrario et de Gimona).
Avec finalement une saison décevante, pour seulement 12 succès (pour autant de buts de la part de Helge Bronée, meilleur buteur bianconero de la saison), ajoutés à 13 matchs nuls et 9 défaites, la Juventus ne termine (avec 37 points) qu'à la 7e place du classement général, la plus mauvaise opération piémontaise en championnat depuis la saison 1938-1939.
La Vecchia Signora, qui vient de vivre sa saison la plus compliquée depuis plus d'une quinzaine d'années, se doit pour la suite de réagir.

## Déroulement de la saison

### Résultats en championnat
- Phase aller

| dimanche 19 septembre 1954 1re journée | Pro Patria  | 1 - 2 | Juventus                     | Stadio Comunale, Busto Arsizio 16h00 Arbitre : Bernardi |
| dimanche 19 septembre 1954 1re journée | Pratesi 18e |       | 47e Muccinelli · 68e Oppezzo | Stadio Comunale, Busto Arsizio 16h00 Arbitre : Bernardi |

| dimanche 26 septembre 1954 2e journée | Juventus                                          | 4 - 2 | Lazio                        | Stadio Comunale, Turin 16h00 Arbitre : Agnolin |
| dimanche 26 septembre 1954 2e journée | Bronée 21e 86e · Sentimenti 43e (csc) · Præst 64e |       | 25e Bredesen · 80e J. Hansen | Stadio Comunale, Turin 16h00 Arbitre : Agnolin |

| dimanche 3 octobre 1954 3e journée | Novare                       | 2 - 2 | Juventus                 | Stadio Comunale, Novare 15h30 Arbitre : Orlandini |
| dimanche 3 octobre 1954 3e journée | Arce 34e · Manente 47e (csc) |       | 25e Bronée · 90e Manente | Stadio Comunale, Novare 15h30 Arbitre : Orlandini |

| dimanche 10 octobre 1954 4e journée | Juventus         | 1 - 2 | Triestina      | Stadio Comunale, Turin 15h30 Arbitre : Canepa |
| dimanche 10 octobre 1954 4e journée | Præst 35e (pen.) |       | 33e 62e Jensen | Stadio Comunale, Turin 15h30 Arbitre : Canepa |

| dimanche 17 octobre 1954 5e journée | Fiorentina | 0 - 0 | Juventus | Stadio Comunale, Florence 15h30 Arbitre : Orlandini |
| dimanche 17 octobre 1954 5e journée |            |       |          | Stadio Comunale, Florence 15h30 Arbitre : Orlandini |

| dimanche 24 octobre 1954 6e journée | Juventus   | 1 - 1 | Catane        | Stadio Comunale, Turin 15h00 Arbitre : Grandville |
| dimanche 24 octobre 1954 6e journée | Bronée 55e |       | 32e Spikofski | Stadio Comunale, Turin 15h00 Arbitre : Grandville |

| dimanche 31 octobre 1954 7e journée | Juventus      | 1 - 1 | Naples     | Stadio Comunale, Turin 14h30 Arbitre : Jonni |
| dimanche 31 octobre 1954 7e journée | Boniperti 25e |       | 35e Amadei | Stadio Comunale, Turin 14h30 Arbitre : Jonni |

| dimanche 7 novembre 1954 8e journée | Roma             | 1 - 1 | Juventus           | Stadio dei Centomila, Rome 14h30 Arbitre : Bernardi |
| dimanche 7 novembre 1954 8e journée | Nyers 35e (pen.) |       | 59e (pen.) Manente | Stadio dei Centomila, Rome 14h30 Arbitre : Bernardi |

| dimanche 14 novembre 1954 9e journée | Juventus                        | 3 - 0 | Torino | Stadio Comunale, Turin 14h30 Arbitre : Agnolin |
| dimanche 14 novembre 1954 9e journée | Boniperti 29e 46e · Oppezzo 82e |       |        | Stadio Comunale, Turin 14h30 Arbitre : Agnolin |

| dimanche 21 novembre 1954 10e journée | Udinese | 0 - 1        | Juventus | Stadio Moretti, Udine 14h30 Arbitre : Orlandini |
| dimanche 21 novembre 1954 10e journée |         | 53e Mannucci |          | Stadio Moretti, Udine 14h30 Arbitre : Orlandini |

| dimanche 12 décembre 1954 11e journée | Inter         | 1 - 2 | Juventus                   | Stadio San Siro, Milan 14h30 Arbitre : Jonni |
| dimanche 12 décembre 1954 11e journée | Brighenti 79e |       | 49e Bronée · 74e Boniperti | Stadio San Siro, Milan 14h30 Arbitre : Jonni |

| dimanche 19 décembre 1954 12e journée | Juventus                        | 2 - 1 | Genoa      | Stadio Comunale, Turin 14h30 Arbitre : Bellé |
| dimanche 19 décembre 1954 12e journée | Montico 3e · Manente 82e (pen.) |       | 14e Frizzi | Stadio Comunale, Turin 14h30 Arbitre : Bellé |

| dimanche 26 décembre 1954 13e journée | SPAL | 0 - 0 | Juventus | Stadio Comunale, Ferrare 14h30 Arbitre : Jonni |
| dimanche 26 décembre 1954 13e journée |      |       |          | Stadio Comunale, Ferrare 14h30 Arbitre : Jonni |

| dimanche 2 janvier 1955 14e journée | Juventus                                         | 3 - 4 | Milan                                         | Stadio Comunale, Turin 14h30 Arbitre : Orlandini |
| dimanche 2 janvier 1955 14e journée | Manente 20e (pen.) · Montico 74e · Boniperti 88e |       | 1re 62e Frignani · 27e Ricagni · 70e Sørensen | Stadio Comunale, Turin 14h30 Arbitre : Orlandini |

| jeudi 6 janvier 1955 15e journée | Bologne             | 2 - 1 | Juventus    | Stadio Comunale, Bologne 14h30 Arbitre : Piemonte |
| jeudi 6 janvier 1955 15e journée | Valentinuzzi 5e 64e |       | 52e Montico | Stadio Comunale, Bologne 14h30 Arbitre : Piemonte |

| dimanche 23 janvier 1955 16e journée | Juventus | 0 - 0 | Atalanta | Stadio Comunale, Turin 14h30 Arbitre : Corallo |
| dimanche 23 janvier 1955 16e journée |          |       |          | Stadio Comunale, Turin 14h30 Arbitre : Corallo |

| dimanche 30 janvier 1955 17e journée | Sampdoria                                                    | 5 - 1 | Juventus   | Stade Luigi-Ferraris, Gênes 14h30 Arbitre : Agnolin |
| dimanche 30 janvier 1955 17e journée | Rosa 2e · Ronzoni 30e · Baldini 50e · Tortul 60e · Conti 87e |       | 52e Bronée | Stade Luigi-Ferraris, Gênes 14h30 Arbitre : Agnolin |

- Phase retour

| dimanche 6 février 1955 18e journée | Juventus                                              | 4 - 2 | Pro Patria             | Stadio Comunale, Turin 14h30 Arbitre : Marchese |
| dimanche 6 février 1955 18e journée | Raffin 9e · Muccinelli 64e · Colombo 73e · Bronée 75e |       | 52e 85e (pen.) Pratesi | Stadio Comunale, Turin 14h30 Arbitre : Marchese |

| dimanche 13 février 1955 19e journée | Lazio            | 2 - 1 | Juventus    | Stadio dei Centomila, Rome 15h00 Arbitre : Campanati |
| dimanche 13 février 1955 19e journée | Bredesen 12e 73e |       | 39e Montico | Stadio dei Centomila, Rome 15h00 Arbitre : Campanati |

| dimanche 20 février 1955 20e journée | Juventus                                | 2 - 1 | Novare   | Stadio Comunale, Turin 15h00 Arbitre : Bernardi |
| dimanche 20 février 1955 20e journée | De Togni 49e (csc) · Manente 74e (pen.) |       | 70e Arce | Stadio Comunale, Turin 15h00 Arbitre : Bernardi |

| dimanche 27 février 1955 21e journée | Triestina                                  | 4 - 2 | Juventus         | Stadio Comunale, Trieste 15h00 Arbitre : Valsecchi |
| dimanche 27 février 1955 21e journée | Sabbatella 4e · Curti 37e 48e · Secchi 80e |       | 9e 51e Boniperti | Stadio Comunale, Trieste 15h00 Arbitre : Valsecchi |

| dimanche 6 mars 1955 22e journée | Juventus                                               | 4 - 1 | Fiorentina  | Stadio Comunale, Turin 15h00 Arbitre : Orlandini |
| dimanche 6 mars 1955 22e journée | Colombo 20e · Boniperti 77e · Bronée 83e · Manente 88e |       | 38e Virgili | Stadio Comunale, Turin 15h00 Arbitre : Orlandini |

| dimanche 13 mars 1955 23e journée | Catane                 | 2 - 2 | Juventus                       | Stadio Cibali, Catane 15h00 Arbitre : Moriconi |
| dimanche 13 mars 1955 23e journée | Bronée 18e · Præst 55e |       | 12e K.A. Hansen · 57e Bassetti | Stadio Cibali, Catane 15h00 Arbitre : Moriconi |

| dimanche 20 mars 1955 24e journée | Naples    | 1 - 1 | Juventus    | Stadio Arturo Collana, Naples 15h00 Arbitre : Bernardi |
| dimanche 20 mars 1955 24e journée | Golin 36e |       | 34e Colombo | Stadio Arturo Collana, Naples 15h00 Arbitre : Bernardi |

| dimanche 3 avril 1955 25e journée | Juventus    | 1 - 1 | Roma      | Stadio Comunale, Turin 15h30 Arbitre : Agnolin |
| dimanche 3 avril 1955 25e journée | Montico 23e |       | 21e Galli | Stadio Comunale, Turin 15h30 Arbitre : Agnolin |

| dimanche 10 avril 1955 26e journée | Torino                           | 2 - 2 | Juventus                              | Stadio Filadelfia, Turin 15h30 26 000 spectateurs Arbitre : Bernardi |
| dimanche 10 avril 1955 26e journée | Antoniotti 4e · Bacci 46e (pen.) |       | 8e (csc) Bearzot · 63e (pen.) Manente | Stadio Filadelfia, Turin 15h30 26 000 spectateurs Arbitre : Bernardi |

| dimanche 17 avril 1955 27e journée | Juventus  | 1 - 1 | Udinese       | Stadio Comunale, Turin 15h30 Arbitre : Jonni |
| dimanche 17 avril 1955 27e journée | Præst 26e |       | 58e Selmosson | Stadio Comunale, Turin 15h30 Arbitre : Jonni |

| dimanche 24 avril 1955 28e journée | Juventus                                     | 3 - 2 | Inter                             | Stadio Comunale, Turin 15h30 Arbitre : Bellé |
| dimanche 24 avril 1955 28e journée | Præst 51e · Montico 68e · Manente 70e (pen.) |       | 56e Brighenti · 75e (pen.) Armano | Stadio Comunale, Turin 15h30 Arbitre : Bellé |

| dimanche 1er mai 1955 29e journée | Genoa                    | 2 - 0 | Juventus | Stade Luigi-Ferraris, Gênes 16h00 Arbitre : Marchetti |
| dimanche 1er mai 1955 29e journée | Frizzi 27e · Montico 39e |       |          | Stade Luigi-Ferraris, Gênes 16h00 Arbitre : Marchetti |

| dimanche 8 mai 1955 30e journée | Juventus                      | 3 - 1 | SPAL         | Stadio Comunale, Turin 16h00 Arbitre : Orlandini |
| dimanche 8 mai 1955 30e journée | Manente 22e 79e · Colombo 25e |       | 60e Olivieri | Stadio Comunale, Turin 16h00 Arbitre : Orlandini |

| dimanche 15 mai 1955 31e journée | Milan                          | 3 - 1 | Juventus      | Stade San Siro, Milan 16h00 Arbitre : Maurelli |
| dimanche 15 mai 1955 31e journée | Nordahl 39e 71e · Liedholm 79e |       | 26e Boniperti | Stade San Siro, Milan 16h00 Arbitre : Maurelli |

| dimanche 4 juin 1955 32e journée | Juventus                                                       | 5 - 1 | Bologne      | Stadio Comunale, Turin 16h00 Arbitre : Marchetti |
| dimanche 4 juin 1955 32e journée | Colombo 5e · Ballacci 9e (csc) · Bronée 39e 69e · Mannucci 76e |       | 42e Cappello | Stadio Comunale, Turin 16h00 Arbitre : Marchetti |

| dimanche 12 juin 1955 33e journée | Atalanta                        | 2 - 1 | Juventus  | Stadio Comunale, Bergame 16h00 Arbitre : Piemonte |
| dimanche 12 juin 1955 33e journée | Travia 21e (csc) · Bassetto 80e |       | 83e Præst | Stadio Comunale, Bergame 16h00 Arbitre : Piemonte |

| dimanche 19 juin 1955 34e journée | Juventus                  | 2 - 2 | Sampdoria               | Stadio Comunale, Turin 16h00 Arbitre : Guarnaschelli |
| dimanche 19 juin 1955 34e journée | Ferrario 14e · Gimona 32e |       | 36e Rosa · 55e Arrigoni | Stadio Comunale, Turin 16h00 Arbitre : Guarnaschelli |

#### Classement
|  |    | Classement final 1954-1955 | Pts | MJ | V  | N  | D | BP | BC | Dif |
|  | -- | -------------------------- | --- | -- | -- | -- | - | -- | -- | --- |
|  | 1. | Milan                      | 48  | 34 | 19 | 10 | 5 | 81 | 35 | +46 |
|  | 2. | Udinese                    | 44  | 34 | 16 | 12 | 6 | 58 | 42 | +16 |
|  | 3. | Roma                       | 41  | 34 | 13 | 15 | 6 | 53 | 39 | +14 |
|  | 4. | Bologne                    | 40  | 34 | 15 | 10 | 9 | 56 | 47 | +9  |
|  | 5. | Fiorentina                 | 39  | 34 | 14 | 11 | 9 | 49 | 48 | +1  |
|  | 6. | Naples                     | 38  | 34 | 13 | 12 | 9 | 50 | 40 | +10 |
|  | 7. | Juventus                   | 37  | 34 | 12 | 13 | 9 | 60 | 53 | +7  |

### Matchs amicaux
| dimanche 29 août 1954 | Coni | 0 - 4            | Juventus |  |
| dimanche 29 août 1954 |      | Buteurs inconnus |          |  |

| mardi 31 août 1954 | Cenisio | 0 - 7            | Juventus |  |
| mardi 31 août 1954 |         | Buteurs inconnus |          |  |

| dimanche 5 septembre 1954 | Sampdoria        | 4 - 0 | Juventus |  |
| dimanche 5 septembre 1954 | Buteurs inconnus |       |          |  |

| mercredi 13 octobre 1954 | Biellese         | 3 - 2 | Juventus         |  |
| mercredi 13 octobre 1954 | Buteurs inconnus |       | Buteurs inconnus |  |

| samedi 4 décembre 1954 | Côme           | 1 - 0 | Juventus |  |
| samedi 4 décembre 1954 | Buteur inconnu |       |          |  |

| samedi 17 mars 1955 | Cosenza        | 1 - 2 | Juventus         |  |
| samedi 17 mars 1955 | Buteur inconnu |       | Buteurs inconnus |  |

| mardi 4 mai 1955 | Standard de Liège | 1 - 0 | Juventus |  |
| mardi 4 mai 1955 | Buteur inconnu    |       |          |  |

| vendredi 25 juin 1955 | Juventus       | 1 - 0 | La Chaux-de-Fonds |  |
| vendredi 25 juin 1955 | Buteur inconnu |       |                   |  |

| mardi 29 juin 1955 | Juventus et Torino | 0 - 4            | Botafogo |  |
| mardi 29 juin 1955 |                    | Buteurs inconnus |          |  |

#### Coppa Città di Torino
| samedi 26 juin 1955 | Juventus       | 1 - 1 | Torino         |  |
| samedi 26 juin 1955 | Buteur inconnu |       | Buteur inconnu |  |

## Effectif du club
Effectif des joueurs de la Juventus Football Club lors de la saison 1954-1955.

## Buteurs
| 11 buts - Helge Bronée 10 buts - Sergio Manente 9 buts - Giampiero Boniperti 6 buts - Antonio Montico - Karl Aage Præst 5 buts - Umberto Colombo | 2 buts - Ettore Mannucci - Ermes Muccinelli - Guglielmo Oppezzo 1 but - Rino Ferrario - Aredio Gimona - Gino Raffin |